# San Francisco Independencia
San Francisco Independencia är en ort i Mexiko.   Den ligger i kommunen Tlachichuca och delstaten Puebla, i den sydöstra delen av landet, 180 km öster om huvudstaden Mexico City. San Francisco Independencia ligger 2 666 meter över havet och antalet invånare är 2 627.
Terrängen runt San Francisco Independencia är kuperad österut, men västerut är den platt. Terrängen runt San Francisco Independencia sluttar västerut. Runt San Francisco Independencia är det ganska tätbefolkat, med 120 invånare per kvadratkilometer. Närmaste större samhälle är Ciudad Serdán, 9,0 km söder om San Francisco Independencia. Trakten runt San Francisco Independencia består till största delen av jordbruksmark.